# Nemîrivka, Radîvîliv
Nemîrivka (în ucraineană Немирівка) este localitatea de reședință a comunei Nemîrivka din raionul Radîvîliv, regiunea Rivne, Ucraina.

## Demografie
Componența lingvistică a localității Nemîrivka
     Ucraineană (99,54%)
     Alte limbi (0,46%)
Conform recensământului din 2001, majoritatea populației localității Nemîrivka era vorbitoare de ucraineană (99,54%), existând în minoritate și vorbitori de alte limbi.